# JFEスチール知多製造所

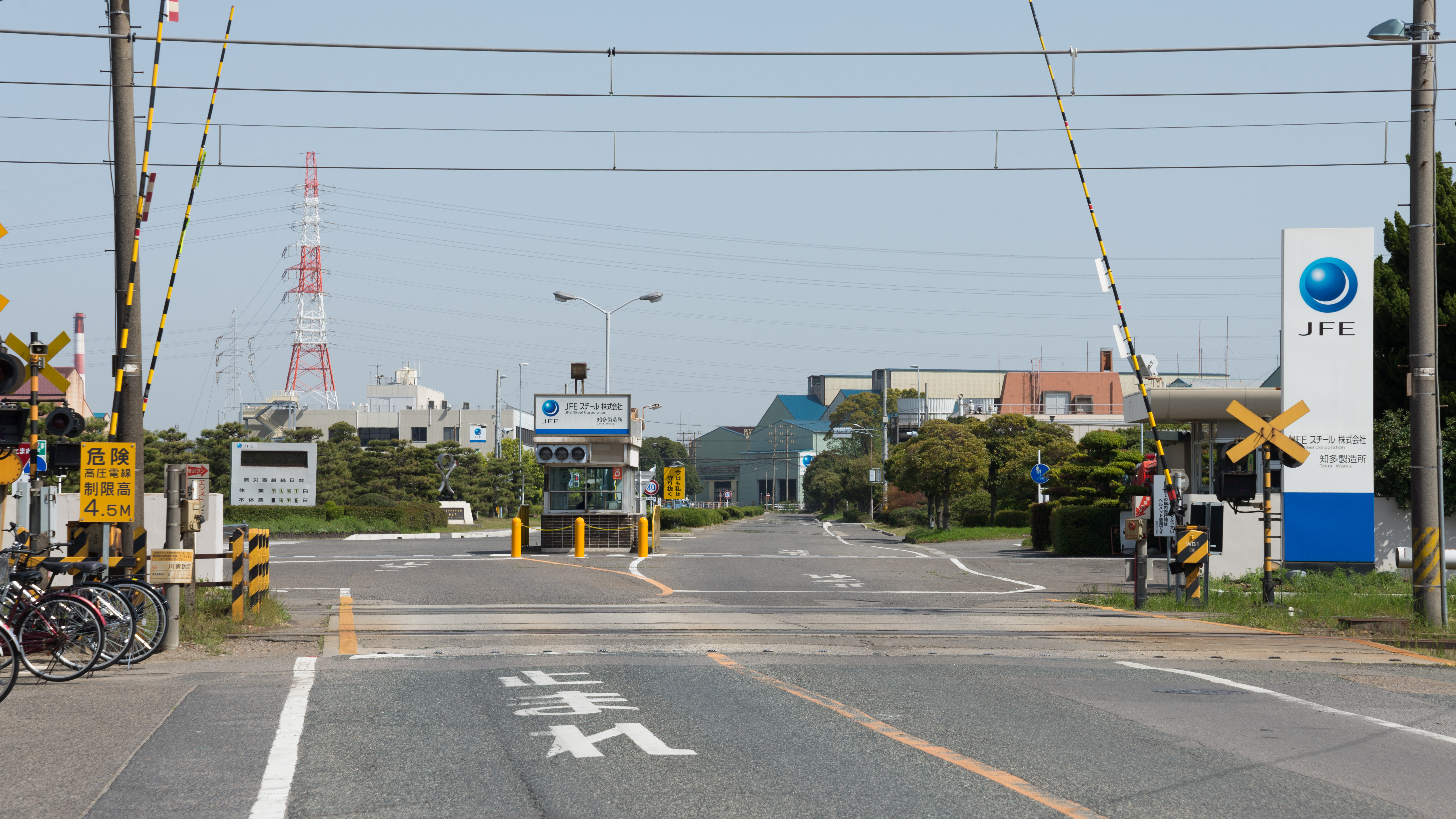
JFEスチール知多製造所 出入口

JFEスチール知多製造所（ジェイエフイースチールちたせいぞうしょ）は、愛知県半田市川崎町一丁目1番地に所在するJFEスチール株式会社の工場である。所在地の町名は旧社名の「川崎製鉄」に由来する。

## 概要
西日本製鉄所・東日本製鉄所に次ぐ、JFEスチール3番目の拠点である。敷地は衣浦港に面し、半田市川崎町一丁目から四丁目、知多郡武豊町七号地・九号地にかけて広がる。
JFEスチールは2003年に川崎製鉄と日本鋼管が統合して発足した企業だが、知多製造所はもともと川崎製鉄の工場であった。開設されたのは川崎製鉄がまだ川崎重工業の鉄鋼部門であった1943年のことで、戦後の1946年から鋳造品の生産を開始した。しばらくは鋳造品の生産拠点であったが、1961年から鋼管の生産を始めている。
知多製造所は管状の鋼、すなわち鋼管の生産拠点である。様々な種類がある鋼管のうち、電縫鋼管と継目無（シームレス）鋼管の2種類を生産する。JFEスチールでは鍛接鋼管やアーク溶接鋼管も生産するが、知多製造所では生産していない。また、圧延作業に使用されるロール（圧延ロール）を始めとする鋳造品の生産も行う。鋳造品を生産するために原料の鋳鉄を溶解する電気炉（誘導炉）は持つが、鋼管の素材となる半製品は生産していない。西日本・東日本両製鉄所は高炉を始めとする製銑工程や次工程の製鋼工程を持つ銑鋼一貫製鉄所だが、知多製造所はそれらを持たないため、鋼管の素材はそれらの製鉄所から供給される。
また電気炉があるため、わずかながら粗鋼の生産があり、2007年度の粗鋼生産量は年間9千トン（JFEスチール全体の0.03%）であった。

## 沿革
- 1943年8月13日 - 川崎重工業知多工場として開設。
- 1945年2月 - 電気炉を新設。他工場に供給する半製品の生産を開始。
- 1946年12月 - 鋳造品の生産を開始。
- 1950年8月7日 - 川崎製鉄が発足、同社知多工場となる。
- 1956年4月 - 小形棒鋼の生産を開始。
- 1957年 - 川崎町の町名が成立。
- 1961年5月 - スパイラル鋼管の生産を開始。
- 1964年5月 - 電縫鋼管の生産を開始。
- 1966年4月 - 水島製鉄所（現・西日本製鉄所）の拡充に伴い、小形棒鋼の生産を終了。
- 1970年6月 - シームレス鋼管の生産を開始。
- 1979年10月 - 川崎製鉄知多製造所へ改称。
- 2003年4月1日 - JFEスチールが発足、同社知多製造所となる。
- 2004年12月 - スパイラル鋼管の生産を終了[3]。